# Atletika na Letních olympijských hrách 1988 – 100 metrů ženy
 Běh na 100 metrů žen na Letních olympijských hrách 1988 finále se uskutečnilo 25. září na stadionu Olympijském stadionu v Soulu. 

## Výsledky finálového běhu
| *                | jméno                       | země                           | čas   |
| ---------------- | --------------------------- | ------------------------------ | ----- |
| Zlatá medaile    | Florence Griffith-Joynerová | Spojené státy americké         | 10,54 |
| Stříbrná medaile | Evelyn Ashfordová           | Spojené státy americké         | 10,83 |
| Bronzová medaile | Heike Drechslerová          | Německá demokratická republika | 10,85 |
| 4                | Grace Jacksonová            | Jamajka                        | 10,97 |
| 5                | Gwen Torrenceová            | Spojené státy americké         | 10,97 |
| 6                | Natalja Pomoshchniková      | Sovětský svaz                  | 11,00 |
| 7                | Juliet Cuthbertová          | Jamajka                        | 11,26 |
| 8                | Anelia Nuneva               | Bulharsko                      | 11,49 |